# Sun Quan
Sun Quan (, in cinese: 孫權T, 孙权S, Sun QuánP, Sun Ch'üanW; Suzhou, 5 luglio 182 – Jianye, 21 maggio 252), nome di cortesia Zhongmou (仲謀S), nome templare Taizu (太祖S), conosciuto posteriormente come Imperatore Da di Wu (吳大帝S, lett. "Grande Imperatore di Wu"), fu uno dei protagonisti dell'ultima dinastia Han e del periodo dei Tre Regni; nonché il fondatore del Regno di Wu.
Capace generale e sovrano molto popolare, fu imperatore dal 229 (già sovrano indipendente dal 221) fino alla sua morte. Il suo regno, durato quasi 23 anni, fa di lui il più longevo degli imperatori della sua epoca.

## Biografia

### Infanzia e adolescenza
Sun Quan nacque il 5 luglio 182 a Xiapi, figlio di Sun Jian, prominente generale imperiale. Secondo le Cronache dei Tre Regni, Sun Quan era un discendente di Sun Tzu, autore della famosa opera militare L'arte della guerra e grande stratega del Periodo dei regni combattenti.
Il padre morì nel 191 e il giovane Quan passò alle tutele del fratello maggiore, Sun Ce, un altro ufficiale imperiale che stava costruendo il proprio regno a sud del Chang Jiang come signore della guerra. Nel 196, a 14 anni, Sun Quan fu nominato magistrato; era il primo di una serie di importanti incarichi, sempre in salita, che gli sarebbero stati assegnati dal fratello nel corso del tempo.

### Signore della guerra
Sun Ce venne assassinato nel 200 durante una battuta di caccia. Sul letto di morte, ordinò ai suoi soldati di porsi al servizio di Sun Quan, dal momento che suo figlio, Sun Shao, era ancora troppo giovane per prendere il comando. All'epoca, Sun Quan aveva appena 18 anni.
Inizialmente, pare che Sun Quan fosse tanto addolorato da non riuscire a fare nulla. Poi, su insistenza di Zhang Zhao, consigliere di Sun Ce, Quan passò in rassegna le truppe del fratello e si mise al loro comando. Tuttavia, la sua giovane età destava preoccupazione in molti e parve che le forze di Sun Ce fossero ormai sul punto di spaccarsi. Molti dei suoi ufficiali però scelsero di rimanere con Sun Quan, in particolare lo stesso Zhang Zhao e lo stratega Zhou Yu. Lo stesso Cáo Cāo (all'epoca cancelliere di Han e vero detentore del potere), su consiglio di Zhang Hong, nominò Sun Quan "generale taolu" (討虜將軍), innalzando il suo prestigio.
Sun Quan mise subito in pratica un aspetto della sua politica che lo avrebbe accompagnato per tutto il suo lungo regno: egli trovava persone particolarmente abili o che davano prova di determinate capacità e le portava alla sua corte, affidandosi al loro consiglio. Fu così che incaricò Zhang Zhao e Zhang Hong di gestire gli affari civili e mise Zhou Yu, Cheng Fu e Lü Fan a capo delle questioni militari.
Inizialmente, Sun Quan passò molti anni a fortificare i suoi possedimenti. Successivamente, sentendosi abbastanza pronto, nel 208 lanciò una campagna contro Huang Zu, governatore delle regioni nord-orientali del regno di Liu Biao, battendolo e incamerando i suoi territori.

### La battaglia delle Scogliere Rosse
Quello stesso anno, Liu Biao morì e si aprì una durissima lotta di successione fra i suoi due figli, Liu Qi e Liu Cong. La loro debolezza permise a Cao Cao di sconfiggere entrambi e di prendere il controllo dei vasti territori di Liu Biao; a questo punto si rivolse contro Liu Bei, da tempo alleato di Liu Biao, costringendolo a fuggire e conquistando gran parte della provincia da lui governata. Cao sembrava sul punto di riunificare interamente l'Impero.
Sun Quan, consapevole delle intenzioni di Cao Cao, propose un'alleanza a Liu Bei, rimasto con pochissime truppe dalla sua parte. Cao scrisse una lettera a Sun nel tentativo di intimidirlo, vantando un esercito gigantesco e minacciando di invadere il suo regno nel caso non si fosse consegnato subito. Sun — benché molti, fra cui lo stesso Zhang Zhao, gli consigliassero il contrario — rifiutò e si preparò alla guerra.
Insieme, Sun e Liu avevano a disposizione un esercito che contava complessivamente 40.000 guerrieri, contro i 220.000 di Cao. Zhou Yu tuttavia elaborò un piano che si rivelò eccezionale: inviò il suo sottoposto Huang Gai con la sua flotta presso la flotta di Cao Cao, fingendo la resa. Appena arrivato, però, Huang diede fuoco alle navi di Cao, che andarono totalmente distrutte. Cao fuggì sulla terraferma, ma le sue truppe vennero duramente sconfitte dagli eserciti di Sun e Liu.
La disfatta subita nella battaglia delle Scogliere Rosse avrebbe impedito per sempre a Cao di unificare la Cina.

### L'alleanza con Liu Bei
Sun Quan e Liu Bei sapevano bene che dovevano sfruttare il più possibile la vittoria e pertanto mossero sulla provincia di Jing, precedentemente controllata da Liu e strappatagli da Cao dopo la morte di Liu Biao. Sun riuscì rapidamente a conquistare tutta la parte settentrionale della provincia, e Liu riprese la parte meridionale. L'alleanza dei due parve così piuttosto solida e fu ulteriormente cementata dalle nozze fra Liu e la sorella di Sun.
All'interno del regno di Sun, tuttavia, non tutti vedevano di buon occhio questo rapporto. In particolare Zhou Yu considerava Liu Bei una minaccia e propose a Sun di costringerlo ad una sorta di arresti domiciliari nei quali sarebbe stato ben trattato e di inglobare le sue truppe, ma Sun si rendeva conto che un piano del genere avrebbe probabilmente provocato una rivolta e rifiutò. Condivise però l'idea di Zhou di espandere i propri territori nel moderno Shaanxi, ma il progetto fu abbandonato a seguito della morte del grande stratega nel 210.
Sun riuscì comunque ad espandersi, in quanto ottenne la sottomissione dei signori della guerra delle zone dei moderni Guangdong e Guangxi, nonché del Vietnam settentrionale. Considerandosi ormai molto potente, accettò di cedere lo Jing settentrionale a Liu Bei, mentre prima gli aveva lasciato solo la parte meridionale affinché non potesse restaurare un regno abbastanza forte da contrastarlo. Nel 215, però, l'alleanza entrò in crisi allorché Sun Quan pretese che gli fosse restituita la provincia; Liu Bei rifiutò, ma Sun penetrò ugualmente nella zona settentrionale, controllata da Guan Yu (un ufficiale di Liu Bei) e ottenne la resa dell'intera zona orientale. Alla fine, la crisi si risolse con un accordo che divise la provincia all'altezza del Xiang Jiang, dove la parte orientale passò a Sun, quella occidentale restò a Liu.

### L'affare di Guan Yu
L'apparente fine delle ostilità non chiuse gli asti fra Sun Quan e Guan Yu; in particolare quest'ultimo era solito razziare i rifornimenti di Sun, per poi rifugiarsi sotto la protezione di Liu Bei.
Nel 219 Guan Yu attaccò Fancheng, mettendo in seria difficoltà lo stesso Cao Cao. Sun colse l'occasione che aspettava: colpì Guan alle spalle, sconfiggendolo e giustiziandolo personalmente. Quindi conquistò il resto della provincia di Jing e cacciò Liu Bei, mettendo fine all'alleanza fra i due. Ufficialmente, si mise al servizio di Cao Cao e, quindi, dell'imperatore Xian di Han, benché questi avesse ormai un potere unicamente nominale.

### Sotto Cao Pi
Nel 220 morì Cao Cao e suo figlio, Cao Pi, costrinse Xian ad abdicare e divenne imperatore, dando vita al Cao Wei. Di contro, Liu Bei lo disconobbe e si autoproclamò imperatore a sua volta, creando lo Shu Han. Sun Quan inizialmente non prese posizione ma, quando divenne chiara la minaccia di un attacco da parte di Liu, si mise al servizio di Cao Pi. L'imperatore nominò Sun principe di Wu e gli concesse le nove dignità.
Subito ebbero inizio le ostilità fra Sun e Liu; quest'ultimo in particolare voleva recuperare i territori perduti e vendicare il tradimento. Nella battaglia di Xiaoting (222), il generale di Sun Lu Xun inflisse una dura sconfitta alle forze di Liu, costringendolo a interrompere la sua offensiva.
A questo punto, temendo che Sun potesse divenire troppo potente, Cao Pi gli chiese di inviare il suo erede, Sun Deng, a Luoyang, capitale del Cao Wei, dove sarebbe stato tenuto di fatto come ostaggio. Sun Quan rifiutò e anzi disconobbe Cao Pi come imperatore, proclamando l'indipendenza del Sun Wu. Nel 223 sventò un attacco sferrato da Cao Pi, rendendo così sicura la sovranità del suo regno. In quello stesso anno, Liu Bei morì e il suo successore, Liu Shan, cadde sotto l'influenza del reggente Zhuge Liang, che restaurò l'alleanza con Sun Quan.

### Primo regno ed espansione
Inizialmente, Sun Quan non assunse il titolo di imperatore, ma governò sul Sun Wu con poteri assoluti, fingendosi ancora un sostenitore della dinastia Han, che lo Shu Han voleva restaurare. Il suo tratto distintivo era la grande fiducia che accordava ai suoi consiglieri. In particolare l'intraprendente generale Lu Xun fu nominato comandante supremo degli eserciti e gli fu concesso lo scettro imperiale allo stesso modo di Sun. Sempre da Lu peraltro chiedeva consiglio sui rapporti con lo Shu Han, in particolare inviandogli copie o addirittura bozze delle lettere che inviava a Liu Shan o a Zhuge Liang.
Successivamente nominò Lü Fan, uno dei suoi funzionari civili più rispettati, nuovo primo ministro, facendo scalpore perché i più si aspettavano questa nomina per il famoso consigliere Zhang Zhao, che però aveva opinioni contrastanti con quelle di molti altri funzionari governativi, e quindi Sun Quan volle evitare una paralisi di governo.
Nel 224 e nel 225, Cao Pi tentò di soggiogare il Sun Wu, ma non ebbe successo. Si trattò piuttosto di una serie di attacchi e contrattacchi, senza che nessuno riuscisse a prendere il controllo delle sponde nemiche del Chang Jiang (che delimitava il confine fra il Cao Wei — a nord — e il Sun Wu — a sud). Nel 226, poco dopo la morte di Cao Pi, Sun Quan ritenne di poter sferrare un attacco decisivo e mosse pertanto sulla comanderia di Jiangxia (grossomodo la moderna Xiaogan), ma, con sua grande sorpresa, le forze del Cao Wei risposero con efficacia e respinsero l'offensiva.
Nello stesso periodo, però, Sun riuscì a riportare importanti vittorie sconfiggendo il signore della guerra Shi Hui e rendendo suoi vassalli i regni della Cambogia, del Laos e del Vietnam meridionale. Nel 228, inoltre, un generale di Sun, Zhou Fang, tese una trappola al Cao Wei: fingendosi un disertore, avvicinò l'armata del generale Cao Xiu e la annientò quasi completamente.

### Imperatore
Il regno di Sun Quan aveva ormai raggiunto un'estensione enorme e ciò lo portò, nel 229, ad autoproclamarsi imperatore Da di Wu. Ciò naturalmente non mancò di generare ripercussioni, in particolare nei confronti dei rapporti con lo Shu Han: proclamandosi imperatore, Sun Quan aveva avviato una nuova dinastia in contrasto con i propositi dello Shu Han, che si opponeva al Cao Wei proprio per restaurare la dinastia Han. Fu Zhuge Liang che si rifiutò di rompere l'alleanza e che la tradusse in un trattato formale fra i due regni secondo cui si sarebbero divisi equamente il Cao Wei una volta che lo avessero conquistato.
Sun Quan suddivise l'impero in due parti e trasferì la capitale da Wuchang (moderna Ezhou) a Jianye, governando direttamente la parte orientale e lasciando la parte occidentale al suo principe ereditario, Sun Deng, assistito da Lu Xun, affinché potesse formarsi politicamente. Dal punto di vista amministrativo, promosse un sistema caratterizzato da rapidità ed efficienza.
Sun era ancora assetato di conquiste. Nel 230 inviò una nutrita flotta alla ricerca delle mitiche isole di Yizhou e Danzhou, forse corrispondenti a Taiwan e Giappone. La flotta non riuscì a trovare le due isole e fece ritorno un anno dopo, con elevatissime perdite fra i marinai.

### Guerra al Cao Wei
Un'altra disavventura avvenne nel 232, quando inviò una flotta presso Gongsun Yuan, vassallo del Cao Wei; contro questa operazione si era espresso Yu Fan, che per punizione era stato esiliato. La missione fu un fiasco e la flotta venne distrutta dalle forze del Cao Wei; Sun tentò di richiamare Yu, solo per apprendere che era morto in esilio.
Nel 233 Gongsun informò Sun Quan che era pronto a sottomettersi a lui. Entusiasta, Sun lo nominò principe e gli concesse le nove dignità, quindi inviò una forza di 10.000 uomini a presidiare il suo territorio, nonostante l'opinione contraria di molti dei suoi consiglieri. Gongsun però tradì Sun, assassinò i suoi ufficiali e catturò le sue truppe. Sun Quan era talmente infuriato che progettò di andare personalmente a punire Gongsun, ma poi si calmò e, ammettendo di essere scivolato nella follia, riprese a pensare razionalmente. Un esempio del suo "ritrovato" raziocinio fu lo scambio, avvenuto nel 235, con Cáo Ruì, che gli offrì cavalli in cambio di gioielli. Sun ignorò l'implicita offesa e accettò lo scambio, ritenendo di aver molto più bisogno di cavalli che di gioielli.
Nel 234, Sun coordinò insieme a Zhuge Liang un attacco contro il Cao Wei. Sun stesso assediò Hefei e Lu Xun attaccò Xiangyang, nel tentativo di costringere il Cao Wei a inviare le proprie forze di riserva. Cao Rui comprese bene il piano e contrattaccò solo quando fu certo che i rifornimenti di cibo del nemico scarseggiavano; a questo punto costrinse Sun a ritirarsi e altrettanto fece Lu.
Fu nel 238 che Sun Quan diede nuovamente prova del suo raziocinio. Ironicamente, Gongsun Yuan chiese aiuto al Sun Wu contro un attacco portato da Sima Yi, generale di Cao Rui. Sun accettò di aiutarlo intravedendo un'occasione per indebolire il Cao Wei, ma quando Gongsun fu soggiogato, rinunciò alla spedizione. Poco dopo fece giustiziare uno dei suoi principali consiglieri, Lü Yi, scoperto a macchinare false accuse contro gli ufficiali militari; mossa, questa, che saldò la sua precedentemente vacillante popolarità nell'esercito.
L'ultima offensiva contro il Cao Wei avvenne nel 241, pochi anni dopo la morte di Cao Rui. Sun Quan si rifiutò di attendere i rinforzi dello Shu Han e, invariabilmente, fu sconfitto.

### Problemi di successione
Sempre nel 241 morì Sun Deng, il principe ereditario, fatto che non solo aprì un complesso problema di successione, ma che contribuì anche al deterioramento mentale dell'imperatore. Nel 242 Sun Quan nominò Sun He — avuto dalla consorte Wang — nuovo principe ereditario, ma allo stesso tempo cominciò a favorire il principe Sun Ba, dandogli sempre maggiori onori ed equiparandolo di fatto a Sun He. Questo, nell'opinione di molti consiglieri, avrebbe portato ad una dura lotta di successione, ma Sun Quan si rifiutò di ascoltarli, salvo poi assistere impotente alle macchinazioni di Sun Ba per usurpare il fratello.
Volendo prendere provvedimenti e salvare il salvabile, nel 245 l'imperatore accusò la madre di essere la responsabile dei contrasti — Wang morì quello stesso anno in circostanze poco chiare — e tentò di impedire ai due principi di avere contatto con i funzionari a loro fedeli. A intervenire fu Lu Xun, che tentò di favorire Sun He, per poi essere rimproverato più volte da Sun Quan e morire di malattia poco dopo.
La contesa ebbe fine nel 250 per decisione di Sun Quan: Sun Ba fu costretto a suicidarsi e Sun He venne spogliato delle sue funzioni ed esiliato; a divenire principe ereditario fu Sun Liang. Molti degli ufficiali che appoggiavano Sun Ba vennero giustiziati.

### Tardo regno
Il resto del regno di Sun Quan non vide molti scontri con il Cao Wei. Lo stesso Sun cercò di creare argini e difese al confine, evidentemente nel tentativo di trincerarsi all'interno e impedire qualsiasi attacco.
Nel corso della sua vita, Sun Quan aveva avuto molte consorti, ma a nessuna di loro era stato concesso il titolo di imperatrice. Questo fino al 251, quando Pan, madre di Sun Liang, venne elevata a imperatrice per favorire l'ascesa del figlio. Quello stesso anno, Sun Quan espresse la volontà di richiamare Sun He dall'esilio, ma fu osteggiato dai suoi consiglieri, specialmente Sun Jun, che sostenevano Sun Liang.
Sempre nel 251 Sun Quan nominò Zhuge Ke — figlio di Zhuge Jin — reggente per Sun Liang, che infatti all'epoca aveva solo 8 anni. Questa mossa fu presa in quanto Sun era ormai molto anziano ed era consapevole che occorreva tutelare il suo regno affinché potesse sopravvivergli.
Nel 252 l'imperatrice Pan morì; all'epoca ad essere accusato fu il suo servo, ma lo storico della dinastia Song Hu Sansheng sostiene che l'omicidio fu organizzato da funzionari governativi che volevano impedirle di regnare come imperatrice dowager. Non molto tempo dopo, il 21 maggio, anche Sun Quan morì, lasciando il trono a Sun Liang.
A Sun Quan fu dedicato un mausoleo sul monte Zijin, presso Nanchino.

## Famiglia
- Padre
  - Sun Jian
- Madre
  - Lady Wu (吳夫人) († 202)
- Fratelli
  - Sun Ce
  - Sun Kuang
  - Sun Yi
  - Sun Lang
- Sorelle
  - Sun Shangxiang
- Mogli
  - Xie
  - Xu, madre adottiva di Sun Deng
  - Bu († 238), nominata postuma imperatrice
  - Imperatrice Pan († 252), madre di Sun Liang
- Concubine principali
  - Wang, madre di Sun He e Sun Ba, nonna di Sun Hao, nominata postuma imperatrice Dayi
  - Wang, madre di Sun Xiu, nominata postuma imperatrice Jinghuai
  - Sun
  - Zhong
  - Yuan
- Figli
  - Sun Deng (孫登) (209), principe ereditario (nominato nel 221, † 241)
  - Sun Lü (孫慮) (213), marchese di Jianchang (nominato nel 228, † 232)
  - Sun He (孫和) (223), principe ereditario (242-250), principe di Nanyang (252, † 253)
  - Sun Ba (孫霸), principe di Lu (242, † 250)
  - Sun Fen (孫奮), principe di Qi (252-253), marchese di Zhang'an (258, † 270)
  - Sun Xiu (孫休), principe di Langye (252), poi imperatore Jing
  - Sun Liang (孫亮), principe ereditario (252), poi imperatore
  - Sun Dahu (孫大虎), principessa Quan
  - Sun Xiaohu (孫小虎), principessa Zhufu

## Nella cultura di massa
Sun Quan è uno dei protagonisti delle serie di videogiochi della Koei Dynasty Warriors, Warriors Orochi e Romance of the Three Kingdoms, ambientati nel periodo dei Tre Regni; in Dynasty Warriors 6, Sun Quan viene presentato come un sovrano democratico e dal comportamento austero, in contrasto con il più informale Sun Ce.
Sun Quan è uno dei personaggi giocabili del videogioco strategico della Creative Assembly Total War: Three Kingdoms.
Nel film del 2008 La battaglia dei tre regni, Sun Quan è interpretato dall'attore Chang Chen.